# Fritz Knöchlein
Fritz Knöchlein (ur. 17 maja 1911 w Monachium, zm. 28 stycznia 1949 w Hameln) – SS-Obersturmbannführer, zbrodniarz wojenny odpowiedzialny za masakrę w Le Paradis. Odznaczony Krzyżem Rycerskim.

## Życiorys
Do SS dołączył w 1934 pod numerem 87881. Walczył podczas kampanii francuskiej w maju i czerwcu 1940.
27 maja 1940 rozkazał dwoma karabinami maszynowymi rozstrzelać brytyjskich jeńców wojennych „Royal Norfolk”. Następnie zlecił żołnierzom nałożyć bagnety na broń i przebić lub dobić strzałem w głowę każdego jeńca, który okazywał oznaki życia.
Po kampanii francuskiej został wysłany na front wschodni, gdzie przebywał do lata 1942. Od marca 1944 do stycznia 1945 był dowódcą Ochotniczego Legionu Norweskiego.
Po wojnie Bert Pooley – jeden z Brytyjczyków, który przeżył masakrę w Le Paradis, zaczął szukać Knöchleina. Znalazł go w obozie jenieckim w Sheffield. Fritz Knöchlein został zatrzymany przez Amerykanów, a następnie posądzony o zbrodnie wojenne. Został skazany na śmierć przez powieszenie. Wyrok wykonano 28 stycznia 1949 w Hameln.
Według Teda Ropera – kata który wykonał egzekucję, stojąc na platformie szubienicy Knöchlein krzyknął "Gott Strafe" (Boże ukarz) ale było już za późno, aby wypowiedzieć ostatnie słowo, którym prawdopodobnie było „England” (Anglię), jako, że tak brzmiał popularny podczas I wojny światowej antybrytyjski slogan.